# اس‌اس‌تی‌پی
اس‌اس‌تی‌پی (به انگلیسی: Secure Socket Tunneling Protocol) یا به اختصار SSTP یکی از روش‌های پیاده‌سازی VPN است که قابلیت انتقال پروتکل‌های PPP و L2TP را با استفاده از رمزنگاری SSL نسخه ۳٫۰ دارا می‌باشد بنابراین بالاترین امنیت را در بین روش‌های شبکه خصوصی مجازی داردو علاوه بر این با استفاده از SSL روی پورت ۴۴۳ از TCP می‌تواند تقریباً از هر Proxy و فایروالی به راحتی عبور کند.
این روش محدودیت‌هایی هم دارد، اتصال مدل SSTP در ویندوز قدیمی تر از ویندوز Vista SP۱ قابل پیاده‌سازی نیست و علاوه بر آن بخاطر بکارگیری SSL سرعت برقراری و تبادل اطلاعات در این شیوه مخصوصاً با محدود شدن عرض باند ترافیک کاربر، افت قابل ملاحظه‌ای پیدا می‌کند.